# Joe Charboneau
Joseph Charboneau, né le 17 juin 1955 à Belvidere (Illinois) aux États-Unis, est un joueur américain de baseball qui évolua en Ligue majeure de baseball avec les Cleveland Indians.  

## Carrière
Joe Charbonneau est drafté en 1976 par les Phillies de Philadelphie. Il est échangé aux Indians de Cleveland le 6 décembre 1978 contre Cardell Camper.
Il débute en Ligue majeure en avril 1980 avec les Indians. Sa première saison est très spectaculaire au niveau de ses performances sportives et en dehors du terrain. Il frappe ainsi 23 coups de circuit avec une moyenne au bâton de 0,289 et est désigné meilleure recrue de l'année en Ligue américaine. Hors du terrain, Charbonneau se signale par son attitude préfigurant celle d'un Dennis Rodman : coupe de cheveux excentrique, notamment. Une chanson Go Joe Charboneau atteint la troisième place des classements locaux. Un livre, Super Joe: The Life and Legend of Joe Charbonneau, lui est même entièrement consacré.
Au cours d'un match d'entraînement avant la saison 1981, Charbonneau se blesse au dos sur une glissade sur une base. Il ne retrouvera jamais son niveau de 1980 et abandonne le baseball en début de saison 1982, disputant son dernier match en Ligue majeure le 1er juin. Il est libéré de son contrat début 1983.
Il joue un petit rôle dans le film Le Meilleur (1984) comme joueur de l'équipe des Knights puis tente de revenir en Ligues majeures. Il fait ainsi des essais, sans succès, dans l'organisation des Pittsburgh Pirates en 1984. Il se contente alors de jouer dans des équipes de ligues indépendantes ou en Europe. Il arrête sa carrière de joueur en 2000.
Parallèlement à sa carrière de joueur, il est également manager-joueur de nombreuses formations pour lesquelles il joue. Il met également sur pieds le camp d'entraînement « Joe Charbonneau Baseball » à Twinsburg (Ohio).